# Mausoleo de John Green
El mausoleo de John Green es un monumento ecléctico situado en el cementerio de Morris Hill en la ciudad de Boise, la capital del estado de Idaho (Estados Unidos). Fue diseñado por Tourtellotte & Co. y construido en 1909. El mausoleo está realizado en piedra y muestra una influencia románica con formas geométricas. Las puertas de bronce frente a una sola ventana son las únicas ventanas y las pilastras de las esquinas enmarcan la estructura. Una escalera de parapeto se extiende más allá de un hastial sobre la entrada. El mausoleo se agregó al Registro Nacional de Lugares Históricos en 1982.

## John Green
El inmigrante alemán John Green fue un soldado de carrera en el ejército de los Estados Unidos, se alistó como soldado raso y se retiró como teniente coronel. Después de su retiro en 1889, Green fue ascendido al rango de brevet general en reconocimiento a sus 43 años de distinguido servicio. Green luchó en la Intervención estadounidense en México, la Guerra de Secesión y en muchas batallas durante la expansión hacia el oeste de los Estados Unidos. Recibió la Medalla de Honor por su valentía en la Primera Batalla de la Fortaleza en 1873.
Green asumió por primera vez el mando de Fort Boise en 1877. En 1879 se le dio el mando de Fort Walla Walla. Durante la década de 1880, Green viajó entre Boise y Walla Walla, alternando su mando entre los dos fuertes. Green se retiró en 1889 y se instaló en Boise, aunque durante sus últimos diez años residió en Alemania y regresó a Boise para realizar visitas prolongadas. Murió en Boise en 1908.
Después de la muerte de John Green, su viuda contrató a Tourtellotte & Co. para construir un mausoleo similar al de Joseph Kinney. Los restos de Green se colocaron en el mausoleo de Joseph Kinney durante la construcción, y en 1910 los restos de John Green se trasladaron al mausoleo de John Green. El mausoleo, lo suficientemente grande para cuatro cuerpos, presentaba granito de Baker City y estaba revestido con mármol.